# یادگیری جمعی زبان
یادگیری جمعی زبان (به انگلیسی: Community language learning، به طور مخفف CLL) یک رویکرد آموزش زبان است که در آن دانش آموزان با هم کار می کنند تا جنبه هایی از زبان مورد علاقه خود را یاد بگیرند. این رویکرد مبتنی بر رویکرد مشاوره ای است که در آن معلم به عنوان یک مشاور و مفسر عمل می کند، در حالی که یادگیرنده به عنوان یک مشتری و همکار شناخته می شود.
CLL بر احساس جمع در گروه یادگیری تأکید می کند، تعامل را به عنوان وسیله ای برای یادگیری تشویق می کند، و احساسات دانشجویان و شناخت چالش ها در زبان را به عنوان یک اولویت در نظر می گیرد.
هیچ برنامه آموزشی یا کتاب درسی برای پیروی وجود ندارد و این خود دانش آموزان هستند که محتوای درس را با استفاده از مکالمات معنی داری که در آنها پیام های واقعی را مورد بحث قرار می دهد تعیین می کند. مشخصا، این تکنیک شامل ترجمه، ترانویسی و ضبط است.